# Carsina enervis
Carsina enervis är en fjärilsart som beskrevs av Swinhoe 1890. Carsina enervis ingår i släktet Carsina och familjen nattflyn. Inga underarter finns listade i Catalogue of Life.